# Корнилівська сільська рада
Корнилівська сільська́ ра́да (до 2016 року — Кіровська) — адміністративно-територіальна одиниця та орган місцевого самоврядування в Корсунь-Шевченківському районі Черкаської області. Адміністративний центр — село Корнилівка.

## Загальні відомості
- Населення ради: 636 осіб (станом на 2001 рік)

## Населені пункти
Сільській раді підпорядковані населені пункти:
- с. Корнилівка
- с. Паськів

## Склад ради
Рада складається з 16 депутатів та голови.
- Голова ради: Баб'як Наталія Іванівна
- Секретар ради: Малюга Галина Леонтіївна

### Керівний склад попередніх скликань
| Прізвище, ім'я, по батькові | Основні відомості                                                         | Дата обрання | Дата звільнення |
| --------------------------- | ------------------------------------------------------------------------- | ------------ | --------------- |
| Луценко Тетяна Іванівна     | Сільський голова, 1950 року народження, освіта вища, позапартійна         | 26.03.2006   | 31.10.2010      |
| Луценко Тетяна Іванівна     | Сільський голова, 1950 року народження, освіта вища, член Партії регіонів | 31.10.2010   | 12.02.2014      |
| Баб'як Наталія Іванівна     | Сільський голова, 1965 року народження, освіта вища, позапартійна         | 26.10.2014   |                 |

Примітка: таблиця складена за даними сайту Верховної Ради України

### Депутати
За результатами місцевих виборів 2010 року депутатами ради стали:

#### За суб'єктами висування
| Суб'єкт висування | Кількість обраних депутатів | %    |
| ----------------- | --------------------------- | ---- |
| Самовисування     | 11                          | 68,8 |
| Партія регіонів   | 5                           | 31,3 |

#### За округами
| № округу        | Прізвище, ім'я, по батькові     | Дата визнання обраним | Освіта  | Партійна приналежність | Відомості про обраного депутата                                 |
| --------------- | ------------------------------- | --------------------- | ------- | ---------------------- | --------------------------------------------------------------- |
| Партія регіонів |                                 |                       |         |                        |                                                                 |
| 2               | Луценко Наталія Миколаївна      | 03.11.2010            | вища    | член Партії регіонів   | Сільськийбудиноккультури, директор                              |
| 3               | Амплєєва Тетяна Іванівна        | 03.11.2010            | середня | член Партії регіонів   | Сільськийбудиноккультури, бібліотекар                           |
| 4               | Гордієнко Галина Миколаївна     | 03.11.2010            | вища    | член Партії регіонів   | КіровськийНВК, вчитель                                          |
| 8               | Довжук Наталія Миколаївна       | 03.11.2010            | середня | член Партії регіонів   | Сільськийбудиноккультури, художнійкерівник                      |
| 11              | Руденко Світлана Миколаївна     | 03.11.2010            | вища    | член Партії регіонів   | Кіровськасільськарада, бухгалтер                                |
| Самовисування   |                                 |                       |         |                        |                                                                 |
| 1               | Ткаченко Анатолій Дмитрович     | 03.11.2010            | середня | позапартійний          | пенсіонер                                                       |
| 5               | Горшкова Любов Вікторівна       | 03.11.2010            | середня | член Партії регіонів   | тимчасово не працює                                             |
| 6               | Іванчук Валентина Олександрівна | 03.11.2010            | середня | член Партії регіонів   | Таганчанське лісництво, техпрацівник                            |
| 7               | Полствин Тетяна Анатоліївна     | 03.11.2010            | середня | позапартійна           | Кіровський фельдшерсько-акушерський пункт, завідувачка          |
| 9               | Малюга Галина Леонтіївна        | 03.11.2010            | середня | позапартійна           | Кіровськасільськарада, секретар                                 |
| 10              | Зубко Лариса Михайлівна         | 03.11.2010            | середня | позапартійна           | Кіровський фельдшерсько-акушерський пункт, молодшамедичнасестра |
| 12              | Темна Наталія Олексіївна        | 03.11.2010            | середня | позапартійна           | Кіровськасільськарада, кур'єр                                   |
| 13              | Солодовнік Наталія Вікторівна   | 03.11.2010            | середня | член Партії регіонів   | Кіровськасільськарада, спеціалістземлевпо-рядник                |
| 14              | Сульженко Любов Семенівна       | 03.11.2010            | середня | позапартійна           | пенсіонер                                                       |
| 15              | Тарануха Людмила Миколаївна     | 03.11.2010            | середня | член Партії регіонів   | Кіровський НВК, кухар                                           |
| 16              | Тищенко Любов Леонідівна        | 03.11.2010            | середня | член Партії регіонів   | тимчасово не працює                                             |